# Olympische Sommerspiele 1996/Teilnehmer (Madagaskar)
| Gelbes Symbol für Goldmedaillen mit stilisierten Olympischen Ringen | Graues Symbol für Silbermedaillen mit stilisierten Olympischen Ringen | Braundes Symbol für Bronzemedaillen mit stilisierten Olympischen Ringen |
| ------------------------------------------------------------------- | --------------------------------------------------------------------- | ----------------------------------------------------------------------- |
| —                                                                   | —                                                                     | —                                                                       |

Madagaskar nahm bei den Olympischen Sommerspielen 1996 in der US-amerikanischen Metropole Atlanta mit elf Sportlern, sieben Frauen und vier Männern, in zehn Wettbewerben in vier Sportarten teil.
Seit 1964 war die siebte Teilnahme Madagaskar bei Olympischen Sommerspielen.

## Flaggenträger
Die Tennisspielerin Dally Randriantefy trug die Flagge Madagaskars während der Eröffnungsfeier am 19. Juli im Centennial Olympic Stadium.

## Teilnehmer
Die jüngste Teilnehmerin Madagaskars war die Tennisspielerin Natacha Randriantefy mit 18 Jahren und 134 Tagen, älteste die Leichtathletin Lalao Ravaonirina mit 32 Jahren und 269 Tagen.
| Name                       | Alter | Geschlecht | Sportart       | Resultat(e)                                                                                  |
| -------------------------- | ----- | ---------- | -------------- | -------------------------------------------------------------------------------------------- |
| Joseph Rakotoarimanana     | 23    | männlich   | Leichtathletik | 1:47,33 min, Platz 6 im ersten Vorlauf über 800 Meter                                        |
| Hanitriniaina Rakotondrabé | 29    | weiblich   | Leichtathletik | Platz 6 im ersten Zwischenlauf über 100 Meter Zweiter Vorlauf mit der 100-Meter-Staffel      |
| Lantoniaina Ramalalanirina | 19    | weiblich   | Leichtathletik | Zweiter Vorlauf mit der 100-Meter-Staffel                                                    |
| Nicole Ramalalanirina      | 24    | weiblich   | Leichtathletik | Platz 6 im ersten Halbfinale über 110 Meter Hürden Zweiter Vorlauf mit der 100-Meter-Staffel |
| Dally Randriantefy         | 19    | weiblich   | Tennis         | Platz 33 im Einzel Platz 17 im Doppel                                                        |
| Natacha Randriantefy       | 18    | weiblich   | Tennis         | Platz 17 im Doppel                                                                           |
| Anicet Rasoanaivo          | 26    | männlich   | Boxen          | Platz 9 im Leicht-Fliegengewicht                                                             |
| Lalao Ravaonirina          | 32    | weiblich   | Leichtathletik | Zweiter Vorlauf mit der 100-Meter-Staffel                                                    |
| Victor Razafindrakoto      | 24    | männlich   | Leichtathletik | Marathon                                                                                     |
| Harijesy Razafindramahatra | 19    | weiblich   | Schwimmen      | 1:13,83 min, Platz 36 über 100 Meter Rücken                                                  |
| Jean-Luc Razakarivony      | 20    | männlich   | Schwimmen      | 1:07,34 min, Platz 41 über 100 Meter Brust                                                   |